# Legge di Gilder
La legge di Gilder amplifica gli effetti delle esternalità positive legati alla rete internet, affermando che la disponibilità di banda larga nel settore delle telecomunicazioni raddoppia ogni anno a parità di costo. La tesi di Gilder porta come conseguenza un inevitabile aumento della ricchezza informativa, poiché, attraverso l’impiego di connessioni veloci, è possibile accrescere il valore dei diversi canali comunicativi con codici linguistici differenti (testo, immagini, suoni, video, ecc.). Spinta alle estreme conseguenze, tale legge comporta una disponibilità di banda su dispositivi con tecnologia differente (palmari, telefoni cellulari, notebook, set top box per tv, consolle per videogame, ecc.) tale da permettere un sistema di trasmissione di tipo broadcasting in cui i messaggi sono trasmessi a tutti, all’interno della rete di comunicazione digitale, per poi essere rilevati (decodificati) a livello individuale.